# 奥尔-索末菲方程
奥尔－索末菲方程（英語：Orr–Sommerfeld equation）是流体力学中的一个特征值方程，用以描述黏性平行流动的二维线性扰动模态。当平行层流满足特定条件时，相应的纳维-斯托克斯方程的解会变得不稳定，此时可使用奥尔－索末菲方程判断流体动力稳定性的条件。
奥尔－索末菲方程以威廉·迈克法登·奥尔与阿诺德·索末菲命名。

## 公式

图中所示为管道流动中的基流。

假设经扰动后的流速为
{\displaystyle \mathbf {u} =\left(U(z)+u'(x,z,t),0,w'(x,z,t)\right)},
其中{\displaystyle (U(z),0,0)}为未经扰动的基流。扰动速度有类波解{\displaystyle \mathbf {u} '\propto \exp(i\alpha (x-ct))}。使用流函数表示流动，由线性纳维-斯托克斯方程可以得到有量纲的奥尔－索末菲方程：
{\displaystyle {\frac {\mu }{i\alpha \rho }}\left({d^{2} \over dz^{2}}-\alpha ^{2}\right)^{2}\varphi =(U-c)\left({d^{2} \over dz^{2}}-\alpha ^{2}\right)\varphi -U''\varphi },
其中{\displaystyle \mu }为流体的动力黏度，{\displaystyle \rho }为流体密度，{\displaystyle \varphi }为流函数或速度势函数。如不考虑黏性影响，该方程可简化为瑞利方程。
无量纲形式的奥尔－索末菲方程为：
{\displaystyle {1 \over i\alpha \,Re}\left({d^{2} \over dz^{2}}-\alpha ^{2}\right)^{2}\varphi =(U-c)\left({d^{2} \over dz^{2}}-\alpha ^{2}\right)\varphi -U''\varphi },
其中{\displaystyle Re={\frac {\rho U_{0}h}{\mu }}}为基流的雷诺数（{\displaystyle U_{0}}为特征速度，{\displaystyle h}为管道高度）。壁面（{\displaystyle z=z_{1}}与{\displaystyle z=z_{2}}）的无滑移边界条件为：
{\displaystyle \alpha \varphi ={d\varphi  \over dz}=0}（{\displaystyle \varphi }为势函数）
或
{\displaystyle \alpha \varphi ={d\varphi  \over dx}=0}（{\displaystyle \varphi }为流函数）。
方程的特征值为{\displaystyle c}，对应的特征向量为{\displaystyle \varphi }。当波速{\displaystyle c}的虚部为正时基流不稳定，微小扰动会以指数形式放大。